# Palazzetto di Flaminio Ponzio

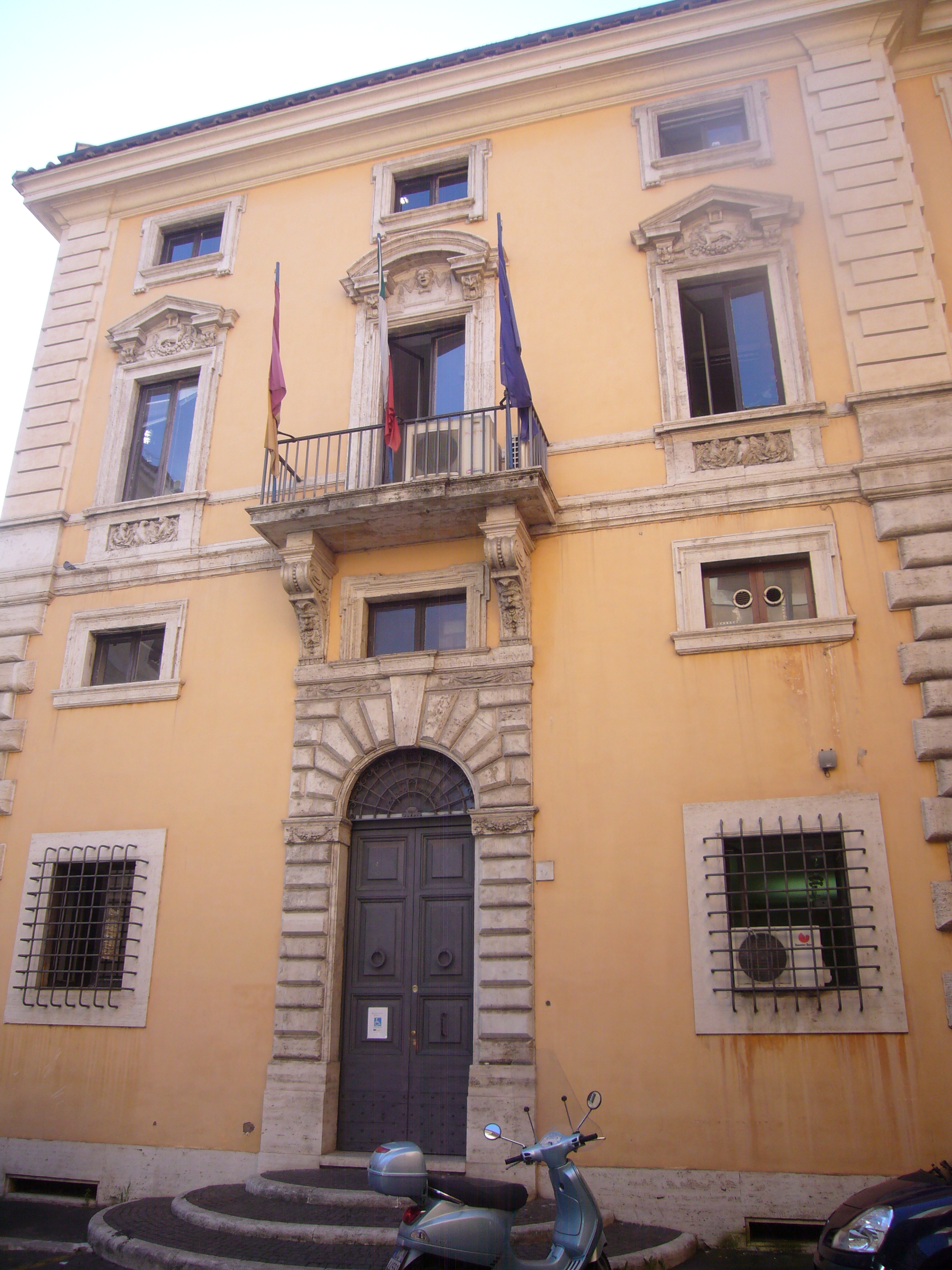
Fachada do palácio na Piazza Campitelli.

Palazzetto di Flaminio Ponzio ou Casa di Flaminio Ponzio é um palacete localizado na esquina da Piazza Campitelli com a Via Montanara, no rione Sant'Angelo, bem na fronteira com o rione Campitelli.

## História

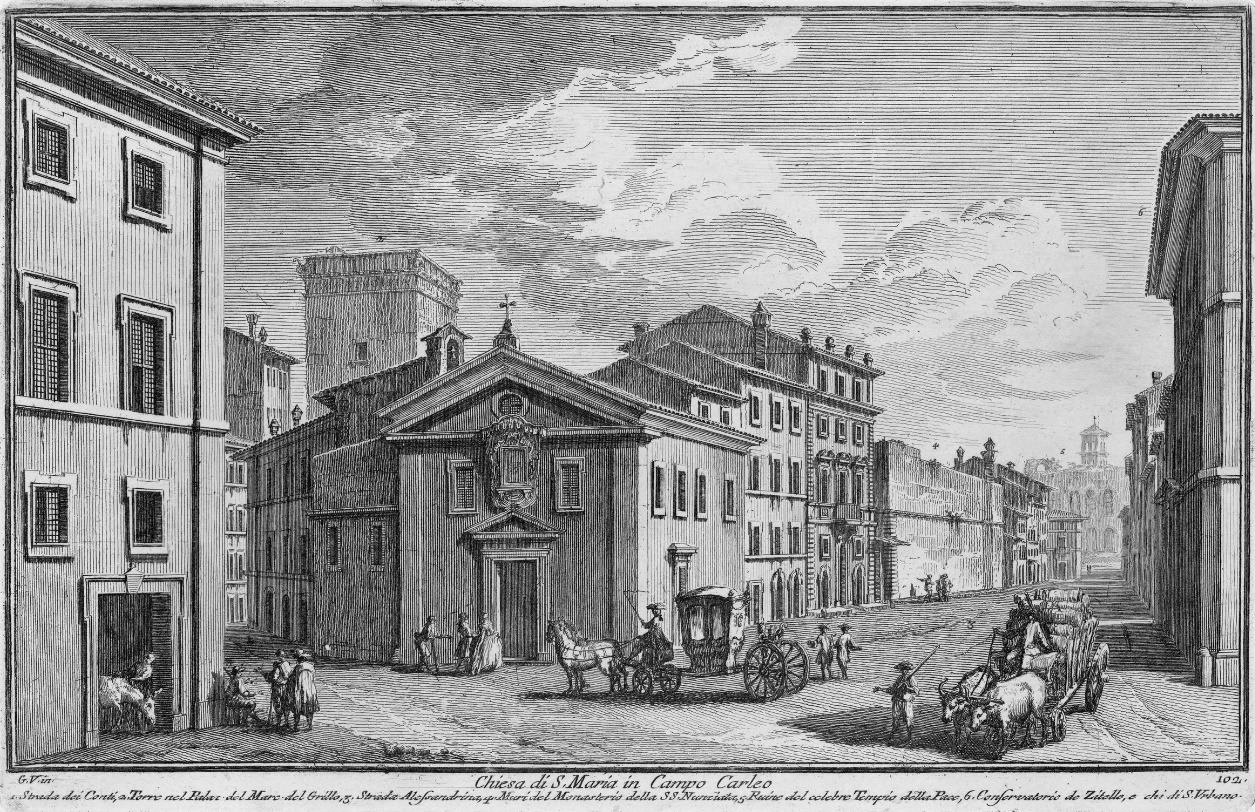
Nesta gravura de Giuseppe Vasi (1747) da Via Alessandrina aparece o palácio original, o edifício mais alto com uma varanda à esquerda no centro. Esta região atualmente corresponde à zona arqueológica dos Fóruns Imperiais.

Flaminio Ponzio foi um grande arquiteto que trabalhou principalmente para o papa Paulo V Borghese e autor várias grandes obras em Roma, como a Capela Paulina na Basílica de Santa Maria Maior, a igreja de Sant'Eligio degli Orefici, o Palazzo Borghese, o aqueduto Água Paula e a basílica de San Sebastiano fuori le mura. Este palacete, porém, é um exemplo do que vem sendo chamado de "falsa arquietura", pois trata-se de uma reconstrução do palacete do século XVII de Ponzio, que ficava na Via Alessandrina e que foi demolido em 1933 juntamente com a via durante as obras realizadas entre 1924 e 1932 para a abertura da Via dei Fori Imperiali reutilizando elementos materiais e decorativos. No piso térreo, seguindo o modelo original, se abre um portal rusticado flanqueado por duas janelas gradeadas encimados por três pequenas janelas do mezzanino. Acima estão três janelas do piso nobre, com tímpanos triangulares dos lados e curvos no centro, e por mais outras pequenas num segundo mezzanino. As esquinas da estrutura estão decoradas por silhares rusticados do chão ao beiral. Durante as obras de construção foram encontrados restos de antigas construções romanas no local.
Atualmente o palácio abriga escritórios da Comuna de Roma.